# El placer de matar
El placer de matar és una pel·lícula espanyola de 1988. la primera dirigida per Félix Rotaeta, qui hi va adaptar la seva pròpia narració Las pistolas. Tot i que és considerada una de les millors pel·lícules de cinema negre dels anys 1980 i malgrat que nominada al Goya al millor guió adaptat el 1988, va ser un fracàs comercial.

## Argument
Andrés, un jove professor de matemàtiques, solter i de classe acomodada, i Luis, un camell d'estar per casa, seductor i buscaraons, es coneixen casualment i descobreixen que tenen una cosa en comú: el plaer de matar. Ambdós són contractats per l'antic instructor de tir per cometre un assassinat.

## Repartiment
- Antonio Banderas - Luis
- Mathieu Carrière - Andrés
- Victoria Abril - La Merche
- Vicky Peña - Luisa
- Walter Vidarte - Barrantes
- Mario Gas - Inspector Santana
- Jeannine Mestre - Ana